# Paweł Jengałyczew
Paweł Nikołajewicz Jengałyczew (ros.  Павел Николаевич Енгалычев, ur. 25 marca 1864, zm. 12 sierpnia 1944 w Lozannie) – rosyjski generał, ostatni generał-gubernator warszawski i głównodowodzący wojsk Warszawskiego Okręgu Wojskowego od 23 grudnia 1914 do lipca 1915 (formalnie do 1917), książę.

## Życiorys
Paweł Jengałyczew urodził się 25 marca 1864 roku, w rodzinie książęcej pochodzenia tatarskiego. Był synem Nikołaja Iwanowicza Jengałyczewa, który przed reformą uwłaszczeniową cesarza Aleksandra II dysponował majątkiem liczącym 45 675 dziesięcin ziemi, położonych na terenie guberni tambowskiej i niżnonowogrodzkiej. Pełnił różne funkcje w lokalnej administracji, był m.in. w latach 1875–1878 marszałkiem szlachty. Jego matka, hrabina Nadieżda Pawłowna Ignatjewa, była siostrą ministra i generała Nikołaja Ignatjewa. 
Paweł Jengałyczew służbę wojskową rozpoczął w 1881 roku. Wstąpił do Korpusu Paziów, który ukończył z wyróżnieniem w sierpniu 1883 roku, otrzymując pierwszą kategorię. W stopniu korneta otrzymał przydział do Pułku Kawalergardów Gwardii Jej Wysokości Marii Fiodorowny. W 1887 roku awansowany do stopnia porucznika. W 1889 roku został absolwentem Nikołajewskiej Akademii Sztabu Generalnego (ukończył ją z pierwszą kategorią). W marcu 1892 roku przeszedł do kwatery głównej jednostek gwardyjskich stacjonujących w Petersburgu (jako ober-oficer). Został też dowódcą szwadronu w Lejb-Gwardyjskim Pułku Ułanów Jej Wysokości Aleksandry Fiodorowny. W 1894 roku otrzymał awans na pułkownika, po czym skierowano go do Berlina w roli attaché wojskowego. W latach 1900–1901 był przedstawicielem armii rosyjskiej przy niemieckim korpusie ekspedycyjnym w Chinach, w czasie powstania bokserów. W 1902 roku wrócił do Rosji, gdzie otrzymał stanowisko dowódcy Lejb-Gwardyjskiego Pułku Huzarów Jego Wysokości. W 1905 roku awansowany do stopnia generała majora, został komendantem pałacowym ochrona cesarza Mikołaja II Romanowa i jego rodziny. Stanowisko to ułatwiło mu karierę, gdyż wkrótce stał się członkiem świty cesarskiej, fligiel-adiutantem monarchy, pozostając w dyspozycji Ministerstwa Dworu Cesarskiego. Na początku 1914 roku Jengałyczew otrzymał stopień generała porucznika, a także został komendantem Nikołajewskiej Akademii Sztabu Generalnego. 
Na tym stanowisku nie służył długo, gdyż w czasie I wojny światowej zajęcia zostały zawieszone, a Jengałyczew został mianowany szefem sztabu 6 Armii, odpowiedzialnej za obronę Piotrogrodu. Awansowany na generała adiutanta 23 grudnia 1914 roku został powołany na stanowisko generała-gubernatora warszawskiego i głównodowodzącego wojsk Warszawskiego Okręgu Wojskowego. Do Warszawy przybył w styczniu 1915 roku. Wobec sytuacji wojennej jaka powstała w Warszawie miasto było zmuszone objąć opieką przedmieścia. Jengałyczew, wiosną 1915 r.  polecił władzom miejskim opracowanie planu regulacyjnego terenów podmiejskich, czemu poprzednio władze carskie się sprzeciwiały. Po wkroczeniu Niemców było to bezpośrednią podstawą przyłączenia przedmieść do Warszawy w 1916 r. Nieprzychylnie nastawiony do Polaków, utrudniał formowanie w ramach armii carskiej polskiego Legionu Puławskiego. 
Pod naporem wojsk niemieckich, w lipcu 1915 roku, zmuszony był opuścić Warszawę. Mimo utraty przez Imperium Rosyjskie ziem Kraju Nadwiślańskiego w 1915 roku, Jengałyczew formalnie pozostał na swym stanowisku do rewolucji lutowej w 1917 roku (lub do 4 kwietnia 1917 roku). Po upadku monarchii oddał się do dyspozycji Sztabu Generalnego, ale nie otrzymał przydziału, pozostając w rezerwie Kijowskiego Okręgu Wojskowego. 19 lipca 1917 roku na własną prośbę odszedł ze służby wojskowej, z pensją i prawem noszenia munduru. W 1918 roku mieszkał w Kisłowodzku, a w 1919 roku w Jekaterynodarze. Wspierał ruch Białych, a po ich klęsce w wojnie domowej, emigrował na zachód. Zmarł 12 sierpnia 1944 roku w szwajcarskiej Lozannie. 
Książę Paweł Jangałyczew żonaty był z Margaritą Aleksiejewną Stenbock-Fermor, damą dworu cesarzowej Aleksandry Fiodorownej, córką Aleksieja Stenbock-Fermora. Miał z nią córkę Margaritę, ur. 16 kwietnia 1901 w Berlinie, zm. 16 grudnia 1976 w Rzymie.

## Przebieg służby

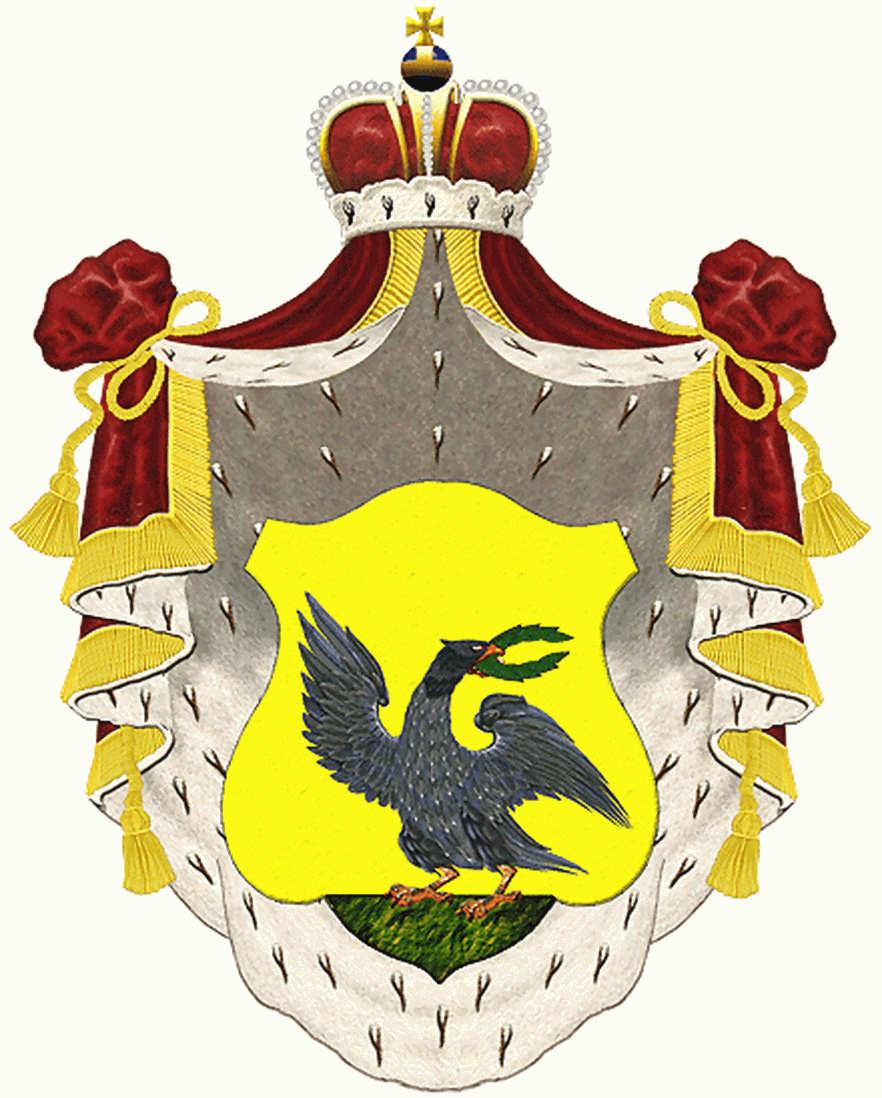
Herb rodu Jengałyczewów

### Awanse
- kornet gwardii (08.12.1883)
- porucznik gwardii (08.12.1887)
- sztabs-rotmistrz gwardii (04.10.1889)
- sztabs-kapitan przy Sztabie Generalnym (21.05.1890)
- podpułkownik (17.04.1894)
- pułkownik (5.04.1898)
- fligiel-adiutant (1901)
- generał major (17.04.1905)
- generał major świty (1906)
- generał porucznik (25.03.1912)
- generał adiutant (1915)[3]

### Przydziały
- Pułk Kawalergardów Gwardii Jej Wysokości Marii Fiodorowny (1883–1889)
- 1 Dywizja Piechoty Gwardii Imperium Rosyjskiego (21.05.1890–16.03.1892)
- Sztab Wojsk Gwardii, Petersburski Okręg Wojskowy (16.03.1892–21.10.1892)
- Lejb-Gwardyjski Pułk Ułanów Jej Wysokości Aleksandry Fiodorowny (21.10.1892–28.10.1893)
- Sztab Wojsk Gwardii, Petersburski Okręg Wojskowy (28.10.1893–08.04.1894)
- Sztab Generalny Armii Imperium Rosyjskiego (w dyspozycji, 08.04.1894–30.08.1894)
- Ambasada Imperium Rosyjskiego w Berlinie (attaché wojskowy, 30.08.1894–06.04.1901)
- Lejb-Gwardyjski Pułk Ułanów Jej Wysokości Aleksandry Fiodorowny (12.05.1900–18.08.1900)
- Sztab Generalny Armii Imperium Rosyjskiego (w dyspozycji, 06.04.1901–8.06.1902)
- Lejb-Gwardyjski Pułk Huzarów Jego Wysokości (dowódca, 08.06.1902–06.09.1905)
- komendant pałacowy (06.09.1906–25.10.1906)
- Ministerstwo Dworu Cesarskiego (w dyspozycji, 25.10.1906–22.03.1914)
- Nikołajewska Akademia Sztabu Generalnego (komendant, 22.03.1914–08.09.1914)
- 6 Armia Imperium Rosyjskiego (szef sztabu, 09.08.1914–23.12.1914)
- Warszawski Okręg Wojskowy (głównodowodzący i generał-gubernator warszawski, 23.12.1914–08.04.1917)
- Sztab Generalny Armii Rosyjskiej (w dyspozycji, 08.04.1917–04.05.1917)
- Kijowski Okręg Wojskowy (w rezerwie, 5.04.1917–19.07.1917)[3]

## Ordery i odznaczenia

### Rosyjskie
- Order Świętego Stanisława (3 klasy, 1891)
- Order Świętego Włodzimierza (4 klasy, 1897)
- Order Świętej Anny (2 klasy, 1901)
- Order Świętego Włodzimierza (3 klasy, 1904)
- Order Świętego Stanisława (1 klasy, 1906)
- Order Świętej Anny (1 klasy, 18.04.1910)
- Order Świętego Włodzimierza (2 klasy, 06.05.1913)
- Order Orła Białego (10.02.1915)[3][4]

### Zagraniczne
- Legia Honorowa (kawaler, 1894)
- Order Daniły I (4 klasy, 1896)
- Order Alberta (2 klasy, 1897)
- Order Korony (2 klasy z gwiazdą, 1901)[3]